# Koelhuisboter
Koelhuisboter is boter die langdurig in een koelhuis is bewaard en daarom geen roomboter mag worden genoemd. In de 1960 was koelhuisboter nog een product. In de zomer werd te veel roomboter geproduceerd, welke nadien als koelhuisboter in de verkoop kwam. Koelhuisboter is goedkoper dan roomboter. Een en ander hield verband met landbouwoverschotten, de zo genoemde 'boterberg', veroorzaakt door het subsidiebeleid van de Europese Gemeenschap. Koelhuisboter is ook wel verkocht als 'kerstboter'.
Later was koelhuisboter alleen nog incidenteel verkrijgbaar.